# ساسا رادولوفيتش
ساسا رادولوفيتش (بالإنجليزية: Saša Radulović)‏ هو لاعب كرة قدم أسترالي في مركز الوسط، ولد في 31 يوليو 1978 في زينيتسا في البوسنة والهرسك. لعب مع روت فايس آهلن وروت فايس أوبرهاوزن وماركوني ستاليونز ونادي آوغسبورغ ونادي أويبست ونادي سيليك زينيكا ونادي ليلستروم.

## وصلات خارجية
- ساسا رادولوفيتش على موقع قاعدة بيانات كرة القدم.إي يو (الإنجليزية)
- ساسا رادولوفيتش على موقع Soccerway.com (الإنجليزية)
- ساسا رادولوفيتش على موقع عالم كرة القدم.نت (الإنجليزية)